# Башня (телепрограмма)
«Башня» — российская молодёжная информационно-развлекательная телепрограмма, выходившая в эфир шесть раз в неделю на телеканале РТР с 6 июля 1998 по 20 октября 2000 года. Программа была предназначена для зрителей от 11 до 22 лет.

## История
Программа «Башня» была создана Андреем Меньшиковым после закрытия передачи «Там-там новости» на телеканале РТР в 1998 году. Представляла собой молодёжную информационно-развлекательную программу, отвечающую на самые разные вопросы, возникающие в юном возрасте. Её производством занималась студия «Рост» и ВГТРК. Продюсером был Игорь Исаков. Длительность составляла 30 минут. Выходила в эфир шесть раз в неделю на телеканале РТР. Первый выпуск программы вышел 6 июля 1998 года. Символ программы — Шуховская башня, её можно увидеть как в заставке, так и в студии программы.
Ведущие рассказывали о музыке различных жанров: от хардкора до джангла, от поп-музыки до рока. Выходили интервью с популярными музыкантами: Земфирой, Петкуном, Максом Покровским, Юрием Клинских («Сектор Газа»), «Иванушки International», Вадимом и Глебом Самойловыми («Агата Кристи»), Владом Сташевским, Наташей Королёвой, Филиппом Киркоровым, Ильёй Лагутенко, Константином Кинчевым, Александром Лаэртским, Натальей Ветлицкой, Jam Style & Da Boogie Crew, «Стрелки», Deep Purple, Prodigy и многими другими.
Ведущими поднимались и более серьёзные темы: беспризорность, нетрадиционная ориентация, изнасилования, ненормативная лексика, обсуждались вопросы культуры и трудоустройства для молодёжи.
В 2000 году программа выходила четыре раза в неделю с понедельника по четверг. Летом исчезла из сетки вещания, последний весенний выпуск вышел в эфир 8 июня. В сентябре обозреватель газеты «Московский комсомолец», Элина Николаева, описывая новый сезон РТР, упомянула о том, что исчезнувшая «Башня» «вернулась в сетку в целости и сохранности». Программа стала выходить один раз в неделю по пятницам с 8 сентября. Последний выпуск вышел в эфир 20 октября.

## Ведущие
Многие ведущие программы впоследствии успешно продолжили телевизионную карьеру.
Борис Корчевников (род. 20 июля 1982 года, Москва) стал заметной фигурой на российском телевидении. После закрытия программы вышел за рамки молодёжного жанра. С 2001 по 2008 год работал на НТВ, где готовил репортажи для программ «Сегодня», «Намедни», «Личный вклад», «Страна и мир», «Профессия — репортёр», «Сегодня. Итоговая программа», «Главный герой» и других. С 2008 по 2013 год работал на СТС. С 2013 по 2017 год вёл ток-шоу «Прямой эфир» на телеканале «Россия-1». В 2017 году стал генеральным директором телеканала «Спас» и ведущим программы «Судьба человека» на телеканале «Россия-1».
Лиза Олиферова (род. 22 мая 1984 года, Москва) продолжила карьеру в кино. Она получила актёрское образование, снялась в таких фильмах и сериалах, как «Игра в браслетах» (1998), «Тайный знак» (2001), «Золотые парни» (2005), «Проклятый рай 2» (2008), «Зверобой» (2008), «Борис Годунов» (2011).
Андрей Заруев (Мурзилка) после закрытия программы работал директором по пиару в журнале «Молоток», позже — директором по коммуникациям звукозаписывающей компании «Крем Рекордс».
Илья Шерстобитов, один из операторов программы, стал продюсером и кинорежиссёром, сняв фильмы «Шаги» (2017), «Каникулы президента» (2018), «ОнО» (2018) и «S» (2018).

## Критика
Одной из самых популярных и рейтинговых рубрик была Chill-out, в которой ведущие, Ляля Шовкринская (Рукиж) и Андрей Заруев (Мурзилка), рассказывали о клубной жизни. Особого внимания требуют репортаж с рейва «Инстанция-2000» 1999 года в московском парке Горького и рассказ про фестиваль «Казантип-98». Освещали ежегодные музыкальные фестивали «Хардкор против Джангла» в Московском дворце молодёжи.
Из интервью Андрея Заруева журналу «Сноб»:
Тогда мы задавали тон всей прогрессивной молодёжи и стали первой федеральной программой, которая снимала вечеринки культовых журналов «Птюч», «ОМ» и все модные музыкальные мероприятия столицы. В программе у нас был полный карт-бланш: мы первые показали реперский московский клан White Smoke, вечеринки легендарной станции 106.8, фестиваль «Хардкор против Джангла» и различные безумные рейвы. Примерно в 2000 году мы первые показали Тимура Юнусова (Тимати). А до этого Влад Валов приводил Тимура к нам вместе с покойным Кириллом Толмацким (Децлом) на интервью. За год работы программа стала невероятно популярной.
В 1999 году в программе «Башня» вышел короткометражный фильм «Фауст Гёте» (по мотивам произведения А. С. Пушкина), где в роли Фауста снялся Андрей Заруев, а в роли Мефистотеля — Ляля Шовкринская, за который программа удостоилась благодарственного письма от Министерства Культуры РФ.
Кроме того в «Башне» существовали рубрики «Freestyle» (о хип-хопе), «Неотложка» (встреча с кумиром), «Голь на выдумку хитра» (как пообедать или приодеться без денег), «Нетрадиционные виды спорта», «Ас своего дела», «Новодалевский словарь», «Без башни» (конкурсы на самый безбашенный поступок), «Клуб знакомств» и «Острый разговор» (ток-шоу на актуальную тему).
С 1999 по 2000 год участники брейк-данс-команды Jam Style & Da Boogie Crew проводили свои уроки брейк-данса в программе «Башня» в рубрике Freestyle каждую пятницу с апреля 1999 года. Их регулярные рубрики открывали подросткам глаза на существование брейк-данса, граффити и хип-хоп-культуры в широком смысле.

## Резонансные эпизоды
В июле 1999 года программа «Башня» была номинирована в конкурсной программе «Телевидение» на третьем Всероссийском фестивале визуальных искусств «Орлёнок», проходившем во Всероссийском детском центре Орлёнок, Краснодарский край с 1 по 9 июля.
В ноябре 1999 года журнал «Птюч» посвятил статью программе «Башня», в которой вкратце рассказал о рубриках, а также опросил пятерых её ведущих.
В феврале 2000 года автор еженедельника «Аргументы и факты», Ольга Костенко-Попова, похвалила молодёжные программы «До 16 и старше…» (ОРТ) и «Башня» (РТР), в которых «комсомольский дух» крепок и жизнеспособен, в отличие от программы «Акуна матата» (ОРТ), где вместо «для молодёжи» говорят «про молодёжь».
В июле 2000 года киновед Евгения Готлиб, работавшая на тот момент в  музыкальной программе «Диск-канал» на ТВ-6, среди минусов программы «Башня» отметила ведущих, глядя на которых «создаётся ощущение, что программа пущена на самотёк и никому нет дела до людей в кадре».